# نائومی رایان
نائومی رایان (انگلیسی: Naomi Ryan؛ زادهٔ ۲۴ مهٔ ۱۹۷۷) بازیگر اهل انگلستان است.
از فیلم‌ها یا مجموعه‌های تلویزیونی که وی در آن‌ها نقش داشته است، می‌توان به نگهبانان کهکشان و دکتر هو اشاره نمود.